# El Día de Igualada
El Día de Igualada va ser una publicació diària editada a Igualada entre els anys 1930 i 1931.

## Descripció
Portava el subtítol «Diario político».
La redacció i l'administració era a la rambla de Sant Isidre, núm. 41. Els tres primers números els va imprimir Pere Bas i després Nicolau Poncell. Tenia quatre pàgines, a cinc columnes, amb un format de 45 x 32 cm. El primer número va sortir el 15 de març de 1930 i l'últim, el 313, el 16 d'abril de 1931. Sortia cada dia excepte els diumenges.
Era en castellà, «llevat de les informacions locals».

## Continguts
A l'article de presentació deien que el deure del diari era «la defensa de Igualada en todas sus manifestaciones como parte gloriosa y brillante de nuestra querida Cataluña ... Igualada, que primero en sus comicios, luego en la representación provincial y más tarde en su designación para las Cortes es quien ha de proclamar cual es su sentir y cuales son sus deseos». Era, doncs, un diari essencialment d'informació política que donava notícies de Madrid i de Barcelona i, a nivell local, parlava de les eleccions, les sessions de l'Ajuntament, etc.
La seva tendència política, un front únic liberal-conservador, es va manifestar clarament en el núm. 38 (1 maig 1930), quan afirmaven: «Si hay un partido organizado, que defiende la Monarquía con las armas de la Soberanía nacional, la Religión, la Propiedad, la Familia, el Orden, lo elemental es asociarse en la defensa de este partido».
La pàgina 3, era una «Página especializada», amb una capçalera il·lustrada, que tractava d'un tema diferent cada dia de la setmana: esports; cinema i espectacles; comerç, indústria i banca; literatura i art; pàgina igualadina i «Vida femenina». Per primera vegada en un periòdic local hi havia una secció especial per a les dones, sobre moda, cuina, remeis casolans, etc.
El director era Artur Servitge Claramunt i el redactor en cap Josep Rius Borràs. Hi havien col·laborat: Jordi Busquets, Òscar Lliró Talló, Joan A. Pàmies, J. Morera Godó, Emili Pasqual d'Amigó, Pere Costa, Amadeu Amenós i Roca, Vicente Astor Nadal i Antoni Muset i Ferrer.
«El Día desaparegué uns dies després de proclamar-se la República». Així van anunciar el tancament del diari als seus lectors: «Per diferentes causes l'empresa editora de El Día de Igualada ha decidit suspendre per uns quants dies la seva publicació. Suposem que passades aquestes reemprendrem amb més braó que abans la nostra tasca igualadinista...». Era el mateix número on l'article «La proclamació de la Republica a Igualada» va explicar les primeres hores d'aquest esdeveniment a la ciutat i la formació del nou consistori.

## Localització
- Biblioteca Central d'Igualada. Plaça de Cal Font. Igualada (col·lecció completa i relligada).